# معركة السبية
مَعْرَكَةُ السَّبِيَّة هي معركة حدثت في أول شعبان من عام 1245هـ/1830 بين الإمام تركي بن عبد الله آل سعود حاكم نجد ومحمد بن عريعر آل حميد وأخوه ماجد بن عريعر حاكم الاحساء وشيخ بني خالد، وانتهت المعركة بانتصار الامام تركي آل سعود والاستيلاء على شرق الجزيرة العربية وأواسط نجد.

## سبب التسمية
سميت على اسم الموضع الذي وقعت فيه المعركة، وهي رملة تقع شرق الدهناء تفصل بينها وبين الصمان. وهي التي عناها الشاعر ذو الرمة بقوله:
وقد جعلوا السبية عن يمينٍ :: مقاد المهر واعتسفوا الرمالا

## الخلفية التاريخية
قامت دولة آل حُميد في الأحساء شرق جزيرة العرب سنة 1080هـ واستمرت مهيمنة على شرق الجزيرة العربية ووسط نجد عقوداً من الزمان حتى سنة 1245هـ، والتي تعتبر نهاية حكمهم الفعلية بعد كسرتهم في وقعة السبية.

## نشوب المعركة
تذكر الروايات الشفهية وبعض كتب المؤرخين بأن بداية نشوب الحرب كانت بين ماجد بن عريعر وقبيلة سبيع، فلمّا علم الإمام تركي بن عبد الله أرسل ابنه فيصل بن تركي للاشتراك في الحرب وكان حينها منشغلاً في توسيع حكمه، واستنفر القبائل الموالية له للانضمام لجيش فيصل. فكان في جيش فيصل: مطلق المصخ (سبيع)، وفهيد الصييفي (سبيع)، وضويحي العماني (سبيع)، وضويحي بن خزيم بن لحيان (السهول)، ومحمد بن قرمله (قحطان)، وسلطان بن قويد (الدواسر). فسارت تلك الجموع ونزل بهم الإمام فيصل بين جيش بن عريعر وبين فيضة معقلة، وهي ماء معروف قرب حزوى ليمنع عنهم الماء. واستمرت الحرب والطراد أياماً كانت بين كرٍ وفر، حتى قتل ماجد بن عريعر في الأول من رمضان. فاستبشرت الجموع وجاء خبرهم للإمام تركي فركب وسار لهم في العشر الأواخر من رمضان. وتزاحمت الجموع والأبطال والفرسان وقتل يومها مطلق المصخ من سبيع. وقتل من بني خالد قائد جندهم فغران بن عريعر قتله طاحوس العذيبي من سبيع. حتى كان في صباح 27 من رمضان حين حلت الهزيمة على بني خالد وانكسروا. فهرب محمد بن عريعر بمن تبقى معه من الجيش فتحصن في الأحساء. حتى أعطاه الإمام تركي بن عبد الله الأمان على نفسه ومن معه فاستسلم له محمد بن عريعر فأصبحت الأحساء من ممتلكات الدولة السعودية.

## نتائج المعركة
انضمام نجد كلها والأحساء وأجزاء من ساحل الخليج العربي لنفوذ الدولة السعودية الثانية. وبعد نزوح قبيلة بني خالد إلى الأحساء تملكت قبيلة سبيع ديارهم فصارت سبيع تضرب دائرة حول الرياض.